# Лопес Уфарте, Роберто
Роберто Лопес Уфарте (исп. Roberto López Ufarte род. 19 апреля 1958, Фес) — испанский футболист, нападающий, выступал в национальной сборной Испании.

## Карьера
Родился в Фесе, Марокко. Его родители, выходцы из Андалусии и Каталонии, переехали за границу в поисках работы и вернулись в Ирун (Страна Басков), когда их сыну было восемь лет. После того как он начал играть в соседнем клубе «Реал Унион», он подписал контракт с футбольным клубом «Реал Сосьедад» и дебютировал в Ла Лиге в сезоне 1975-76 годов, сыграв свою первую игру в соревнованиях 30 ноября 1975 года в дерби против «Атлетик Бильбао» со счетом 0:2 в возрасте всего 17 лет. С тех пор он стал незаменимым игроком первой команды, забив 16 мячей в 63 матчах, в которых команда дважды становилась чемпионом лиги.
Лопес Уфарте покинул «Реал Сосьедад» в 1987 году после очередного успешного сезона: 33 матча и десять голов в чемпионате, а также завоевание Копа дель Рей. За время своей карьеры он забил 129 голов в 474 официальных выступлениях.
После одного сезона в мадридском «Атлетико» (третье место) Лопес Уфарте завершил карьеру в ФК «Реал Бетис» в возрасте 31 года, после того как, борясь с травмами колена, вывел свою команду во второй дивизион. Затем он работал помощником нескольких тренеров в своем первом профессиональном клубе, после чего вернулся в «Реал Унион» в качестве директора по футболу.